# Maurice de Sully
Maurice de Sully (ur. na początku XII wieku w Sully-sur-Loire, zm. 11 września 1196 w Paryżu) – francuski duchowny katolicki, biskup Paryża w latach 1160-1196.

## Życiorys
Maurice de Sully urodził się w Sully-sur-Loire niedaleko Orleanu. W 1140 roku przyjechał do Paryża i rozpoczął studia eklezjologiczne. Wkrótce dał się poznać jako zdolny profesor teologii i elokwentny kaznodzieja. Był także postrzegany jako kanonik Bourges, na co jednak nie było wystarczających dowodów. W 1159 roku został archidiakonem Paryża, z kolei 12 października 1160 roku, w dużej mierze dzięki wpływowi francuskiego króla Ludwika VII Młodego zastąpił Piotra Lombarda na stanowisku biskupa stolicy Francji.
Niedługo po objęciu administracji biskupiej nad Paryżem Maurice de Sully zdecydował o zburzeniu ruin dwóch starych bazylik i zastąpieniu ich jedną dużą świątynią, obecną katedrą Notre-Dame. Kamień węgielny pod budowę obiektu został wmurowany na miejscu jednej z rozebranych bazylik w 1163 roku w obecności papieża Aleksandra III, z kolei w 1189 roku odbyło się poświęcenie ołtarza głównego świątyni. Całkowite ukończenie katedry nastąpiło dopiero w 1334 roku. Do innych ważnych przedsięwzięć budowlanych biskupa de Sully należy przebudowa pałacu biskupiego, w którym przedstawiciele szlachty i duchowieństwa zgromadzili się w 1179 roku podczas koronacji Filipa II Augusta. Maurice de Sully cieszył się zaufaniem zarówno ze strony tego władcy, jak i jego poprzednika i zarazem ojca, Ludwika VII Młodego, któremu towarzyszył w spotkaniu z cesarzem Świętego Cesarstwa Rzymskiego Fryderykiem I Barbarossą w Saint-Jean-de-Losne w 1162 roku. Był także jednym ze strażników królewskiego skarbca w 1190 roku, podczas III wyprawy krzyżowej.
W sporze pomiędzy Tomaszem Becketem a królem Anglii Henrykiem II zdecydowanie stanął po stronie tego pierwszego, usprawiedliwiając się we wciąż istniejących trzech listach swoją sprawą z papieżem Aleksandrem III. Zabronił świętowania uroczystości Niepokalanego Poczęcia w swojej diecezji, ale podobno mocno poparł odwołując się do świętych ksiąg (Hi, 19:25-27) doktrynę o zmartwychwstaniu ciał przeciwko niektórym sceptycznie nastawionym szlachcicom. Zachowując władzę w paryskiej diecezji u schyłku życia przeniósł się do klasztoru Saint-Victor, gdzie zmarł 11 września 1196 roku.

## Dzieła
Maurice de Sully jest autorem rozprawy o kanonie mszy, zachowanym w rękopisie z Bourges. Przypisuje mu się także wiele kazań pisanych zarówno po łacinie jak i w języku francuskim. Te łacińskie teksty były przeznaczone głównie na potrzeby użytkowe i naukowe duchownych, z kolei francuskie nie wydają się być w swej obecnej formie oryginalnym dziełem biskupa de Sully - są one powszechnie uważane za reprodukcje wykonane przez innych duchownych na podstawie jego łacińskiego zbioru.
Dotychczas żadne krytyczne wydanie tych kazań nie zostało opublikowane, natomiast trzy listy do Aleksandra III są wydrukowane w P. L., CC, 1419-22 podobnie jak jego niektóre oficjalne dokumenty (CCV, 897-914).